# Ситнівська сільська рада
Ситнівська сільська рада (до 1927 року — Кривальсько-Гутська сільська рада, у 1927—46 роках — Геральдівська сільська рада) — колишня адміністративно-територіальна одиниця та орган місцевого самоврядування у Городницькому районі Коростенської і Волинської округ, Київської та Житомирської областей Української РСР з адміністративним центром у селі Ситне (до 1927 року — Кривальська Гута.

## Населені пункти
Сільській раді на час ліквідації були підпорядковані населені пункти:
- с. Адамове;
- с. Ситне.

## Населення
Кількість населення ради, станом на 1923 рік, становила 1 470 осіб, кількість дворів — 249.
Кількість населення сільської ради, станом на 1924 рік, становила 1 386 осіб.

## Історія та адміністративний устрій
Створена 1923 року як Кривальсько-Гутська сільська рада, в складі сіл Адамів, Кривальська Гута та колоній Геральдівка і Теснівка Городницької волості Новоград-Волинського повіту Волинської губернії. 7 березня 1923 року увійшла до складу новоствореного Городницького району Житомирської (згодом — Волинська) округи. Станом на 17 грудня 1926 року в підпорядкуванні числилося урочище Дівка. 13 липня 1927 року адміністративний центр ради перенесено до кол. Геральдівка з відповідним її перейменуванням на Геральдівську. На 1 жовтня 1941 року на обліку перебували населені пункти Городницька торфорозробка та Курчицька торфорозробка, кол. Теснівка та с. Дівка не значилися на обліку населених пунктів.
7 червня 1946 року, відповідно до указу Президії Верховної ради Української РСР «Про збереження історичних найменувань та уточнення і впорядкування існуючих назв сільрад і населених пунктів Житомирської області», сільську раду перейменовано на Ситнівську через перейменування її адміністративного центру на с. Ситне.
Станом на 1 вересня 1946 року сільська рада входила до складу Словечанського району Житомирської області, на обліку в раді перебували с. Ситне та х. Адамів (згодом — Адамове), с. Кривальська Гута не перебувало на обліку населених пунктів.
Ліквідована 11 серпня 1954 року, відповідно до указу Президії Верховної ради Української РСР «Про укрупнення сільських рад по Житомирській області», територію та населені пункти ради приєднано до складу Березниківської сільської ради Городницького району.